# Jennifer Warnes
Jennifer Jean Warnes (* 3. März 1947 in Seattle, Washington) ist eine US-amerikanische Sängerin.

## Leben
Aufgewachsen im Orange County (Kalifornien), begann Warnes’ Karriere bereits in ihrer Kindheit. 1967 trat sie in einer Fernsehserie erstmals als Pop-Sängerin auf. Bald danach spielte sie in Los Angeles eine Hauptrolle in dem Musical Hair. Bert Sommer schrieb für sie sein Lied Jennifer, nachdem er sie bei Hair kennengelernt hatte.
Ihre erste Studioaufnahme war ein Duett mit Mason Williams, mit dem sie zu einer anerkannten Größe in der Club-Szene von Los Angeles wurde. Als Solokünstlerin nahm Warnes 1972 ein Album für Parrot Records und Reprise Records auf, das sich schlecht verkaufte. 1975 wechselte sie die Plattenfirma und unterschrieb bei Arista Records. Bei ihrem neuen Label hatte sie 1977 mit Right Time of the Night einen Top-10-Hit und 1979 einen weiteren Top-20-Erfolg mit I Know A Heartache When I See One, der auch die Top 10 der Country-Charts erreichte.
Während der 1980er Jahre wurde sie als Sängerin allmählich bekannter. Das von ihr gesungene Lied It Goes Like It Goes, Teil des Soundtracks zum Film Norma Rae, gewann 1980 einen Oscar in der Kategorie Best Original Song. Die Auszeichnung ging allerdings an die Komponisten David Shire und Norman Gimbel. Danach sang Warnes den von Randy Newman komponierten Titel One More Hour, ehe sie 1982/83 mit Up Where We Belong, einem Duett mit Joe Cocker für den Film Ein Offizier und Gentleman, endgültig ihren Durchbruch hatte, und den die Lufthansa als Werbesong nahm. Es folgten Filmsongs wie Nights are Forever und All The Right Moves, die sie zusammen mit Chris Thompson, dem ehemaligen Sänger von Manfred Mann’s Earth Band aufnahm.
Eine weitere Nummer 1 hatte sie mit Bill Medley und dem Dirty-Dancing-Titel (I’ve Had) The Time of My Life 1987. Sie arbeitete für andere Alben mit einer Vielzahl internationaler Künstler zusammen, z. B. mit Leonard Cohen, Richard Thompson, Van Dyke Parks, Donald Fagen, Jackson Browne, John Prine, Tanita Tikaram, Harry Belafonte und Stephen Burton. Ebenfalls 1987 brachte sie die Hit-Single First We Take Manhattan heraus, ein von Leonard Cohen geschriebenes Lied, das dieser kurze Zeit später für sein eigenes Album I’m Your Man ebenfalls aufnahm.

## Zusammenarbeit mit Leonard Cohen
Mit dem kanadischen Komponisten und Poeten Leonard Cohen verband Jennifer Warnes eine enge Freundschaft. Die beiden lernten sich 1970 kennen und gingen 1972 und 1979 zusammen auf Tour. Jennifer Warnes hat an sechs von Cohens Alben mitgearbeitet. 1986 nahm sie ein ganzes Album mit Cohen-Stücken auf: Famous Blue Raincoat – The Songs of Leonard Cohen. Dieses Album gilt als Meisterstück ihrer Karriere, es erreichte dreifachen Platin-Status in Kanada. Famous Blue Raincoat enthält auch ein Duett von Cohen und Warnes: Joan of Arc, ein Zwiegespräch zwischen Jeanne d’Arc und dem Feuer des Scheiterhaufens, auf dem sie verbrannt wird. Leonard Cohen äußerte sich über Warnes folgendermaßen: “If you want to hear what a woman is thinking, if you want to hear what a woman sounds like today, listen to Jennifer Warnes.” (deutsch: „Wenn du hören willst, was eine Frau denkt, wenn du hören willst, wie sich eine Frau anhört, heutzutage, hör' dir Jennifer Warnes an.“)

## Diskografie

### Alben
| Jahr | Titel                  | Höchstplatzierung, Gesamtwochen, AuszeichnungChartplatzierungen (Jahr, Titel, Platzierungen, Wochen, Auszeichnungen, Anmerkungen) | Höchstplatzierung, Gesamtwochen, AuszeichnungChartplatzierungen (Jahr, Titel, Platzierungen, Wochen, Auszeichnungen, Anmerkungen) | Höchstplatzierung, Gesamtwochen, AuszeichnungChartplatzierungen (Jahr, Titel, Platzierungen, Wochen, Auszeichnungen, Anmerkungen) | Höchstplatzierung, Gesamtwochen, AuszeichnungChartplatzierungen (Jahr, Titel, Platzierungen, Wochen, Auszeichnungen, Anmerkungen) | Anmerkungen                        |
| Jahr | Titel                  | DE | CH | UK | US | Anmerkungen                        |
| ---- | ---------------------- | --- | --- | --- | --- | ---------------------------------- |
| 1977 | Jennifer Warnes        | — | — | — | US43 (18 Wo.)US | Erstveröffentlichung: Mai 1977     |
| 1979 | Shot Through the Heart | — | — | — | US94 (23 Wo.)US | Erstveröffentlichung: Oktober 1979 |
| 1987 | Famous Blue Raincoat   | DE33 (15 Wo.)DE | CH18 (8 Wo.)CH | UK33 Silber · (12 Wo.)UK | US72 (21 Wo.)US | Erstveröffentlichung: März 1987    |

grau schraffiert: keine Chartdaten aus diesem Jahr verfügbar
Weitere Alben
- 1968: I Can Remember Everything
- 1969: See Me, Feel Me, Touch Me, Heal Me
- 1972: Jennifer
- 1982: Best Of
- 1992: The Hunter
- 2000: First We Take Manhattan – Best 1979–1992
- 2000: Best
- 2001: The Well
- 2004: Love Lifts Us Up – A Collection: 1968-1983
- 2018: Another Time, Another Place

### Singles als Leadmusikerin
| Jahr | Titel Album                                              | Höchstplatzierung, Gesamtwochen, AuszeichnungChartplatzierungen (Jahr, Titel, Album, Platzierungen, Wochen, Auszeichnungen, Anmerkungen) | Höchstplatzierung, Gesamtwochen, AuszeichnungChartplatzierungen (Jahr, Titel, Album, Platzierungen, Wochen, Auszeichnungen, Anmerkungen) | Höchstplatzierung, Gesamtwochen, AuszeichnungChartplatzierungen (Jahr, Titel, Album, Platzierungen, Wochen, Auszeichnungen, Anmerkungen) | Anmerkungen                                                   |
| Jahr | Titel Album                                              | DE | UK | US | Anmerkungen                                                   |
| ---- | -------------------------------------------------------- | --- | --- | --- | ------------------------------------------------------------- |
| 1977 | Right Time of the Night Jennifer Warnes                  | — | — | US6 (22 Wo.)US | Erstveröffentlichung: Januar 1977                             |
| 1977 | I’m Dreaming Jennifer Warnes                             | — | — | US50 (7 Wo.)US | Erstveröffentlichung: Juli 1977                               |
| 1979 | I Know a Heartache When I See One Shot Through the Heart | — | — | US19 (22 Wo.)US | Erstveröffentlichung: Juni 1979                               |
| 1979 | Don’t Make Me Over Shot Through the Heart                | — | — | US67 (7 Wo.)US | Erstveröffentlichung: Dezember 1979                           |
| 1980 | When the Feeling Comes Around Shot Through the Heart     | DE73 (3 Wo.)DE | — | US45 (8 Wo.)US | Erstveröffentlichung: März 1980 in DE erst 1988 in den Charts |
| 1981 | Could It Be Love The Best of                             | — | — | US47 (10 Wo.)US | Erstveröffentlichung: November 1981                           |
| 1987 | First We Take Manhattan Famous Blue Raincoat             | — | UK74 (4 Wo.)UK | — | Erstveröffentlichung: Juni 1987                               |
| 1992 | Rock You Gently The Hunter                               | DE65 (5 Wo.)DE | — | — | Erstveröffentlichung: Juli 1992                               |

Weitere Singles
- 1969: Easy To Be Hard / Let The Sunshine In
- 1982: Come To Me
- 1983: Nights Are Forever
- 1985: As Long As We’ve Got Each Other (mit B. J. Thomas)
- 1987: Simply Meant To Be (mit Gary Morris)
- 1992: True Emotion
- 1993: The Whole Of The Moon

### Singles als Gastmusikerin
| Jahr | Titel Album                                            | Höchstplatzierung, Gesamtwochen, AuszeichnungChartplatzierungen (Jahr, Titel, Album, Platzierungen, Wochen, Auszeichnungen, Anmerkungen) | Höchstplatzierung, Gesamtwochen, AuszeichnungChartplatzierungen (Jahr, Titel, Album, Platzierungen, Wochen, Auszeichnungen, Anmerkungen) | Höchstplatzierung, Gesamtwochen, AuszeichnungChartplatzierungen (Jahr, Titel, Album, Platzierungen, Wochen, Auszeichnungen, Anmerkungen) | Höchstplatzierung, Gesamtwochen, AuszeichnungChartplatzierungen (Jahr, Titel, Album, Platzierungen, Wochen, Auszeichnungen, Anmerkungen) | Höchstplatzierung, Gesamtwochen, AuszeichnungChartplatzierungen (Jahr, Titel, Album, Platzierungen, Wochen, Auszeichnungen, Anmerkungen) | Anmerkungen                                             |
| Jahr | Titel Album                                            | DE | AT | CH | UK | US | Anmerkungen                                             |
| ---- | ------------------------------------------------------ | --- | --- | --- | --- | --- | ------------------------------------------------------- |
| 1982 | Up Where We Belong Ein Offizier und Gentleman (O.S.T.) | DE6 (21 Wo.)DE | AT14 (4 Wo.)AT | CH7 (5 Wo.)CH | UK7 Gold · (14 Wo.)UK | US1 Platin · (23 Wo.)US | Erstveröffentlichung: Juli 1982 mit Joe Cocker          |
| 1983 | All the Right Moves Der richtige Dreh (O.S.T.)         | — | — | — | — | US85 (4 Wo.)US | Erstveröffentlichung: Oktober 1983 mit Chris Thompson   |
| 1987 | (I’ve Had) The Time of My Life Dirty Dancing (O.S.T.)  | DE5 Gold · (21 Wo.)DE | AT3 (14 Wo.)AT | CH5 (15 Wo.)CH | UK6 Platin · (25 Wo.)UK | US1 Gold · (21 Wo.)US | Erstveröffentlichung: September 1987 mit Bill Medley    |
| 1988 | Skin to Skin Paradise in Gazankulu                     | DE73 (1 Wo.)DE | AT13 (12 Wo.)AT | — | — | — | Erstveröffentlichung: Dezember 1988 mit Harry Belafonte |

## Auszeichnungen für Musikverkäufe
| Goldene Schallplatte - Australien - 1988: für die Single (I’ve Had) The Time of My Life - Brasilien - 2021: für die Single (I’ve Had) The Time of My Life - Dänemark - 2023: für die Single Up Where We Belong - Italien - 2018: für die Single (I’ve Had) The Time of My Life - Kanada - 1983: für die Single Up Where We Belong - 1988: für die Single (I’ve Had) The Time of My Life - Spanien - 1983: für die Single Up Where We Belong - 2024: für die Single (I’ve Had) The Time of My Life | Platin-Schallplatte - Dänemark - 2023: für die Single (I’ve Had) The Time of My Life - Neuseeland - 2023: für die Single Up Where We Belong - Niederlande - 1988: für die Single (I’ve Had) The Time of My Life 2× Platin-Schallplatte - Neuseeland - 2023: für die Single (I’ve Had) The Time of My Life 3× Platin-Schallplatte - Kanada - 1995: für das Album Famous Blue Raincoat |

Anmerkung: Auszeichnungen in Ländern aus den Charttabellen bzw. Chartboxen sind in ebendiesen zu finden.
| Land/RegionAuszeichnungen für Musikverkäufe (Land/Region, Auszeichnungen, Verkäufe, Quellen) | Silber  | Gold       | Platin       | Verkäufe  | Quellen                 |
| -------------------------------------------------------------------------------------------- | ------- | ---------- | ------------ | --------- | ----------------------- |
| Australien (ARIA)                                                                            | —       | Gold1      | —            | 35.000    | ariacharts.com.au       |
| Brasilien (PMB)                                                                              | —       | Gold1      | —            | 30.000    | pro-musicabr.org.br     |
| Dänemark (IFPI)                                                                              | —       | Gold1      | Platin1      | 135.000   | ifpi.dk                 |
| Deutschland (BVMI)                                                                           | —       | Gold1      | —            | 250.000   | musikindustrie.de       |
| Italien (FIMI)                                                                               | —       | Gold1      | —            | 25.000    | fimi.it                 |
| Kanada (MC)                                                                                  | —       | 2× Gold2   | 3× Platin3   | 400.000   | musiccanada.com         |
| Neuseeland (RMNZ)                                                                            | —       | —          | 3× Platin3   | 90.000    | radioscope.co.nz        |
| Niederlande (NVPI)                                                                           | —       | —          | Platin1      | 100.000   | nvpi.nl                 |
| Spanien (Promusicae)                                                                         | —       | 2× Gold2   | —            | 55.000    | elportaldemusica.es ES2 |
| Vereinigte Staaten (RIAA)                                                                    | —       | Gold1      | Platin1      | 1.500.000 | riaa.com                |
| Vereinigtes Königreich (BPI)                                                                 | Silber1 | —          | 2× Platin2   | 1.010.000 | bpi.co.uk               |
| Insgesamt                                                                                    | Silber1 | 11× Gold11 | 10× Platin10 |           |                         |